# Sv 98
 (novembre 2011).
Le contenu est difficilement compréhensible vu les erreurs de traduction, qui sont peut-être dues à l'utilisation d'un logiciel de traduction automatique.
Le SV-98 est un fusil de précision russe fabriqué par Izhmash. Il est conçu à partir d'un fusil sportif du même fabricant qui avait une portée de 300 mètres. Selon le fabricant[réf. souhaitée], le SV-98 est conçu pour engager tout type de cible à une distance dépassant 1 000 m.

## Description
Le SV-98 possède d'une part un réceptacle dans lequel est située la chambre, d'autre part un canon flottant lourd qui peut être recouvert de chrome sur demande. Le SV-98 est un fusil manuel et possède un verrou composé de trois ergots symétriques. Le canon possède quatre rainures à droite avec un taux de rotation de 320 mm et dispose d'un filetage qui permet l'installation d'un frein de bouche du type birdcage ou d'un silencieux (silencieux spécial destiné aux munitions supersoniques).
Le SV-98 est équipé d'une mire métallique réglable jusqu'à 656 mètres et d'un rail Picatinny sur le dessus du récepteur qui peut être utilisé pour monter des viseurs télescopiques russes et étrangers ou d'autres optiques en adaptant le système de fixation par rail. Plusieurs sources sur internet indiquent que le viseur à grossissement 7x fixe russe PKS-07 est l'optique standard sur cette arme. Le fabricant indique toutefois que le viseur télescopique 1P69 3-10x42 est l'optique standard pour des portées de l'ordre de 1 000 m.
La crosse en contreplaqué lamellé est ambidextre et dispose d'une plaque arrière ajustable qui peut être réglée en longueur et en hauteur, ainsi que d'une plaque de joue réglable en hauteur. L'avant de la crosse est conçu pour accueillir un bipied pliable et l'arrière de la crosse pour le montage d'un monopode. La longueur des deux pattes du bipied est réglable indépendamment et le monopode se replie dans la crosse. Une poignée de transport peut être attachée à la crosse afin d'éviter à l'opérateur de saisir le fusil par son optique au cours des changements de position rapides ou pendant les marches.
La mécanisme de déclenchement affiche une résistance au déclenchement réglable de 1,0 à 1,5 kg. Le levier de sûreté est situé derrière le levier de culasse et le verrou de sécurité sur la gâchette, immobilise la gâchette et empêche le verrou rotatif de tourner.
Le magasin amovible est fabriqué en plastique et contient 10 cartouches. Pour réduire le recul, le flash et la signature sonore, le SV-98 peut être fourni avec un silencieux tactique. Une bande anti-mirage peut être fixée entre les parties avant et arrière du viseur.
Les sources divergent quant à la précision de l'arme, même si la qualité des munitions utilisées est souvent mentionnée comme un facteur très important dans l'obtention d'une bonne précision[réf. incomplète].

## Dans la culture populaire

### Dans les jeux vidéo
- Le Sv 98 apparaît dans Battlefield bad company 2 , Battlefield 3 et Battlefield 4
- Il apparaît également dans Contract Wars
- Il est également disponible dans Survarium, dans la faction des Settlers.
- Il apparaît également dans le jeu pour tablette "Sniper 3D"
- Il est aussi disponible dans le jeu "Project Reality" (PC)
- Il est disponible sur le jeu "Escape From Tarkov" (PC)
- Il apparaît dans le jeu Surviv.io sous le nom : "SV-98"
- il apparaît dans "squad" pour la faction VDV sous sa version "SV 98 M"
- Il apparaît dans "DayZ" sous l'appellation "VS-89"

## Sources
- (en) Cet article est partiellement ou en totalité issu de l’article de Wikipédia en anglais intitulé « SV-98 » (voir la liste des auteurs).